# Gil Cisneros
Gil Cisneros właściwie Gilbert Ray Cisneros (ur. 12 lutego 1971 w Los Angeles) – amerykański polityk, członek Partii Demokratycznej.

## Działalność polityczna
Od 3 stycznia 2019 do 3 stycznia 2021 przez jedną kadencję był przedstawicielem 39. okręgu wyborczego w stanie Kalifornia w Izbie Reprezentantów Stanów Zjednoczonych.